# Acreotrichus atrata
Acreotrichus atrata är en tvåvingeart som först beskrevs av Daniel William Coquillett 1904.  Acreotrichus atrata ingår i släktet Acreotrichus och familjen svävflugor. Inga underarter finns listade i Catalogue of Life.